# Vincenzo Botta (giocatore di calcio a 5)
Vincenzo Botta (Napoli, 3 settembre 1984) è un giocatore di calcio a 5 italiano.

## Carriera
Impiegato come centrale o laterale difensivo, ha giocato in diverse squadre della Campania fino ad approdare allo Scafati-Santa Maria dove si consacra, arrivando a indossare anche la maglia della nazionale maggiore. Sempre confermato nelle fusioni che la società gialloblu effettua negli anni, nel 2013 passa al Napoli, di cui è nominato immediatamente capitano. Nell'estate del 2017 sposa il progetto della Sandro Abate, formazione avellinese che punta a vincere il torneo di Serie B.

## Palmarès
- Coppa Italia di Serie A2: 1

Napoli S.M.S.: 2012-13